# Monteverdi Safari
Monteverdi Safari är en SUV, tillverkad av den schweiziska biltillverkaren Monteverdi mellan 1976 och 1982.

## Monteverdi Safari
Efter oljekrisen 1973 sjönk efterfrågan på 375-modellen drastiskt. Som komplement till sportbilarna introducerades den lyxiga terrängbilen Safari på Internationella bilsalongen i Genève 1976. Chassit hämtades från International Harvester Scout, men bilen fick en helt ny kaross. Förutom International Harvesters V8-motor kunde kunderna välja mellan flera olika Chrysler-motorer.

### Motorer
| Modell | Motor             | Cylindervolym | Effekt | Bränslesystem   |
| ------ | ----------------- | ------------- | ------ | --------------- |
|        | 8-cyl V-motor ohv | 5210 cm³      | 152 hk | Enkel förgasare |
|        | 8-cyl V-motor ohv | 5653 cm³      | 165 hk | Enkel förgasare |
|        | 8-cyl V-motor ohv | 5898 cm³      | 180 hk | Enkel förgasare |
|        | 8-cyl V-motor ohv | 7206 cm³      | 305 hk | Enkel förgasare |

## Monteverdi Sahara

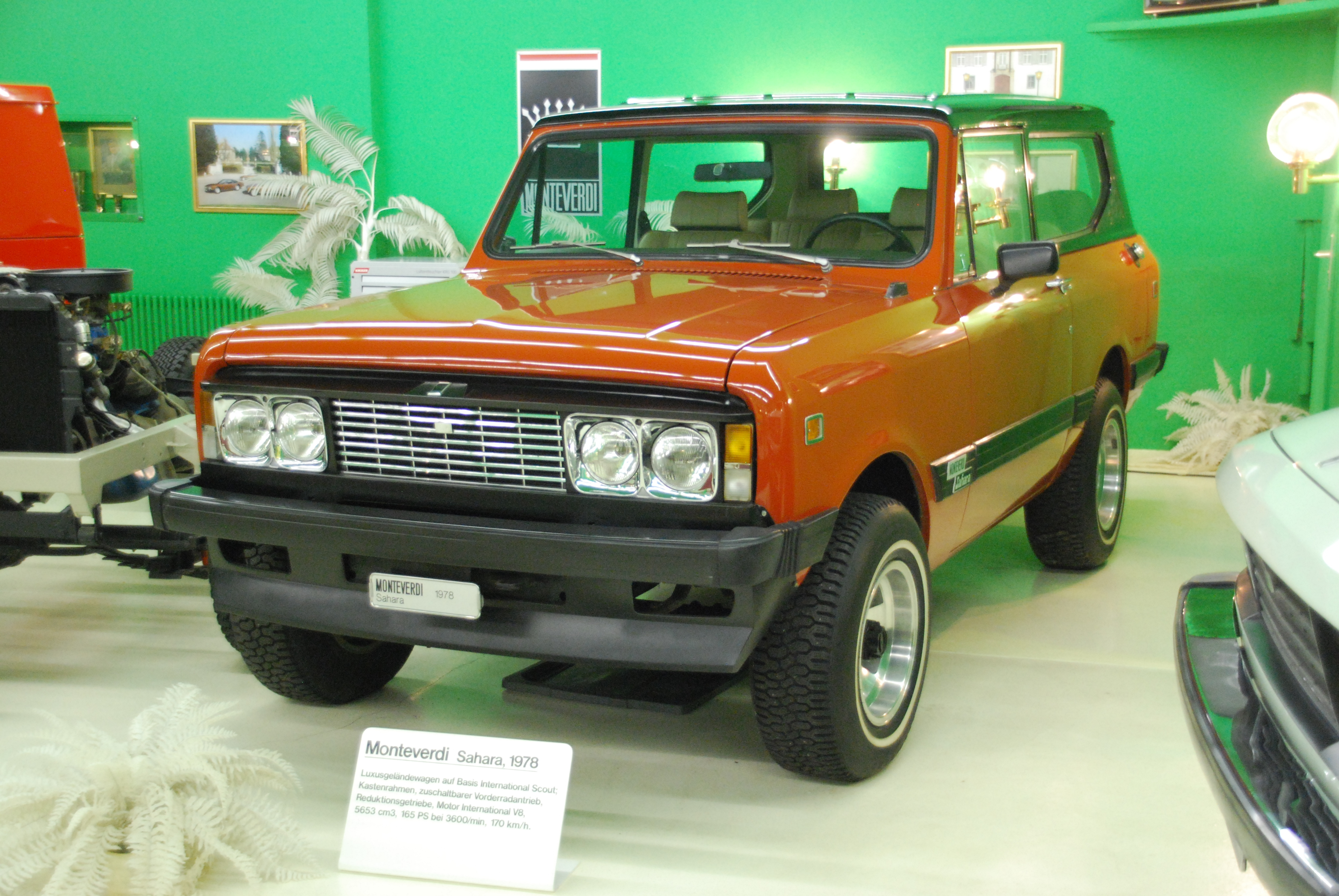
Monteverdi Sahara

Från 1978 erbjöd Monteverdi även en lyxigare version av International Harvester Scout, med originalkaross, kallad Sahara. Förutom V8-motor fanns även en bränslesnålare dieselmotor från Nissan.